# PHP-Fusion
A PHP-Fusion nyílt forráskódú tartalomkezelő rendszer (CMS), amit Nick Jones alkotott PHP nyelven. Az oldal tartalmát MySQL adatbázisban tárolja, és tartalmaz egy egyszerű, de mindenre kiterjedő adminisztrációs rendszert. A PHP-Fusion tartalmaz minden olyan dolgot, amit más hasonló rendszerekben látni lehet.
A fő fejlesztési nyelve angol, de napjainkban már rengeteg nyelven elérhető, szerte a világban.
A PHP-Fusion 6. verziója a GNU General Public License, a 7. verzió pedig az Affero General Public License alatt került ki a fejlesztők keze alól.

## Részletek
A PHP-Fusion főbb részei:
- Hírek
- Cikkek
- Fórum
- Galéria
- Linkek
- Letöltések
- Szavazás
- Üzenőfal
- PM (Privát üzenetek)
- Themes

Természetesen lehetőség van a PHP-Fusion alap funkcióinak bővítésére, melyet úgynevezett "infusion"-okkal lehet megtenni. Ezeket az infusion-okat egyszerűen fel lehet tölteni, telepíteni, és vezérelni. Rengeteg infusion létezik, ezek közül az ellenőrzött darabok a PHP-Fusion hivatalos (angol) Mod adatbázisába Archiválva 2008. július 4-i dátummal a Wayback Machine-ben is felkerülnek. Az infusion-okon mellett találhatók mod-ok is, amelyek általában az eredeti kód módosításával jönnek létre, illetve panelek, amelyek megjelennek az egyes oldalakon. Ezek is széles körben elérhetők, és az ellenőrzött mod-ok és panelek szintén felkerülnek a PHP-Fusion hivatalos Mod adatbázisába Archiválva 2008. július 4-i dátummal a Wayback Machine-ben.
A PHP-Fusion-ben lehetőség nyílik az oldal külsejének egyszerű megváltoztatására, melyet a theme módosításával lehet elérni. A két fő fájl, amivel igazán egyedi theme készíthető az a theme.php és a styles.css. Persze ehhez szükséges némi jártasság a HTML illetve a CSS világában. Azonban gondoltak azokra is, akiknek vagy tudásuk, vagy éppen ihletük nincs új, saját theme készítéséhez, így létezik PHP-Fusion Theme adatbázis is.

## 7. verzió
A PHP-Fusion v7.00 core csomag több hónapos fejlesztés után megjelent, és letölthető a hivatalos support oldalakról. Természetesen a fejlesztések nem álltak meg mivel addig dolgoznak rajta, amíg van ötlet és feladat.
Néhány újdonság:
- Új BBCode rendszer
- Spam védelem
- Új fórum kinézet
- Csoportok is lehetnek moderátorok
- Javított Fórum admin felület
- XHTML  kompatibilitás
- Új Theme felépítés
- Duplán md5 hash-olt jelszavak
- Javított biztonság
- Smiley admin
- Egyedi profil mezők
- CSS alapú navigációk

Később megjelent a PHP-Fusion 7.01 verziója, amely strukturális változtatásokat alig, funkciók tekintetében viszont több hasznos újdonságot is hozott.
A PHP-Fusion 7.02 verziója tovább szélesítette az elérhető szolgáltatások körét, és a fejlesztői csapat próbál haladni a korral, így teljes IPv6 támogatást is kapott a CMS.
A legújabb verzió letölthető magyarul az alábbi linkről: PHP-Fusion Hungary